# Premier League (Equatoriaal-Guinea)
De Liga Profesional is hoogste voetbaldivisie van Equatoriaal-Guinea. De competitie werd opgericht in 1979.
Voor de onafhankelijkheid waren er twee aparte competities. Een voor de Europeanen en een voor de inheemse bevolking.
Sinds 2011 is de competitie professioneel.

## Kampioenschappen
- 1979 : Real Rebola
- 1980 : Deportivo Mongomo
- 1981 : Atlético Malabo
- 1982 : Atlético Malabo
- 1983 : Dragón FC
- 1984 : Sony Elá Nguema
- 1985 : Sony Elá Nguema
- 1986 : Sony Elá Nguema
- 1987 : Sony Elá Nguema
- 1988 : Sony Elá Nguema
- 1989 : Sony Elá Nguema
- 1990 : Sony Elá Nguema
- 1991 : Sony Elá Nguema
- 1992 : Akonangui FC
- 1993 : Not known
- 1994 : Not known
- 1995 : Not known
- 1996 : Cafe Bank Sportif (Malabo)
- 1997 : Deportivo Mongomo
- 1998 : Sony Elá Nguema
- 1999 : Akonangui FC
- 2000 : Sony Elá Nguema
- 2001 : Akonangui FC
- 2002 : Sony Elá Nguema
- 2003 : Atlético Malabo
- 2004 : Renacimiento FC
- 2005 : Renacimiento FC
- 2006 : Renacimiento FC
- 2007 : Renacimiento FC
- 2008 : Akonangui FC
- 2009 : Sony Elá Nguema
- 2010 : Deportivo Mongomo
- 2011 : Sony Elá Nguema